# 抽象層
抽象層（英語：abstraction layer， abstraction level，或 a layer of abstraction）是一種隱藏獨特功能執行細節的方法。使用抽象層的軟體模型包含OSI網路協定七層模型、OpenGL繪圖函式庫及以Unix為原本的輸入輸出（I/O）模型，並適用於大部分新一代的作業系統。
在Unix作業系統中，大部分的輸入輸出形式被視為從裝置讀寫的串流值。而串流值模型為了提供獨立裝置被檔案及終端機I/O所使用。為了在應用層讀寫裝置，程式呼叫函數開啟像是終端機的實體裝置或是網路、檔案系統的虛擬裝置。裝置的實體特徵是被允許程式設計師讀寫資料的作業系統所調用。接著作業系統操作正確的讀寫轉換。
大部分的图形库，像是OpenGL，提供抽象圖形裝置模型。這種函式庫的主要功能在於轉換程式設計師的指令到圖形元件。這個特殊的繪圖指令與對傳統陰極射線管銀幕的指令不同，而是隱藏了抽象介面的細節。
在資訊科學，抽象層是模型或演算法的推廣。